# 주스 월드
재러드 앤서니 히긴스(Jarad Higgins, 1998년 12월 2일~2019년 12월 8일)는 미국의 래퍼, 싱어송라이터이다. 그는 2010년대 중반에 주류로 주목받았던 이모 랩과 사운드클라우드 랩 장르의 선두주자로 여겨진다. 예명은 영화 쥬스 (1992년 영화)에서 따왔으며, 그는 이것이 "세계를 장악하는 것"을 의미한다고 말했다.
2015년 독립 아티스트로 활동을 시작했고 2017년 릴 비비, 그레이드 A 프로덕션, 인터스코프 레코드와 음반 계약을 맺었다. 그는 다이아몬드 인증을 받은 2018년 싱글 (음악) "Lucid Dreams"로 인정을 받았고, 이 곡은 미국 빌보드 핫 100에서 2위로 정점을 찍었다. 이 음반은 그의 뮤직 레코딩 인증 데뷔 스튜디오 음반 "Goodbye & Good Riddance"(2018)에 수록되었으며, 싱글 "All Girls Are the Same", "Lean wit Me", "Wasted (Juice Wrld song)", "Armed and Dangerous"와 함께 모두 핫 100에 올랐다.이후 퓨처(랩퍼)와 함께 믹스테이프 "World on Drugs"(2018)를 작업했고, 2019년 두 번째 앨범 "Death Race for Love"를 발매했다.
그는 2019년 12월 8일 약물 과다복용으로 사망하였다. 그의 첫 번째 사후 음반인 "Legends Never Die" (Juice Wrld 앨범, 2020)는 사후 가장 성공적인 데뷔와 빌보드 핫 100 차트 업적 목록과 이정표 목록에서 가장 많은 상위 10개의 싱글을 기록했고, 싱글 "Come & Go (Juice Wrld and Marshmello song)"는 마슈멜로와 함께 히긴스의 두 번째 곡이 되었다. 핫 100에서 2위를 차지하다 그의 두 번째 사후 음반인 "Fighting Demons"는 다큐멘터리 영화 《Juice Wrld: Into the Abys》와 함께 2021년에 발매되었고, 미국 톱 20 싱글 "Already Dead"가 수록되었다.

## 생애
재라드 앤서니 히긴스는 1998년 12월 2일 일리노이주 시카고에서 태어났으며, 그는 일리노이주 캘러멧 파크에서 유년기를 보냈고 후에 일리노이주 홈우드로 이사했으며, 그는 홈우드 플로스무어 고등학교를 2017년에 졸업했다. 그의 부모님은 그가 3살 때 이혼했고, 아버지는 어머니를 한부모로 형을 남겨두고 떠났다. Higgins' father died in June 2019. 히긴스(Higgins)의 어머니는 매우 신앙심이 깊고 보수적이었으며, 그에게 힙합 음악을 들려주지 않았다. 그러나 그는 "토니 호크의 프로 스케이터"와 "기타 히어로"와 같은 비디오 게임을 통해 디스코에서 빌리 아이돌, 블링크-182, 블랙 사바스, 폴 아웃 보이, 메가데스, 패닉!을 포함한 아티스트들에게 소개되면서 록 음악과 팝 음악을 들을 수 있게 되었다.
히긴스는 어린 시절과 10대 시절에 심한 약물 중독자였다. 그는 6학년 때부터 린(약물)을 마시기 시작했고 2013년부터 옥시코돈과 자낙스를 사용했다. 히긴스는 건강상의 문제로 고등학교 마지막 학년에 담배를 끊기 전에 담배를 추가로 피웠다.
그는 4살 때 어머니 카멜라 월리스에게 영감을 받아 피아노를 배웠고, 카멜라 월리스는 나중에 레슨을 받기 시작했다. 그 후 그는 기타와 드럼을 배웠고 밴드 수업을 위해 트럼펫도 연주했다.고등학교 2학년 때, 그는 스마트폰으로 녹음한 노래를 사운드 클라우드에 올리기 시작했다. 이 무렵 히긴스는 랩을 더욱 진지하게 받아들이기 시작했다.

## 커리어

### 2015–2017: 시작, 레코드 거래 및 초기 프로젝트
히긴스는 고등학교 1학년 때 예술가로서 발전하기 시작했다. 그의 첫 번째 트랙인 "Forever"는 2015년 사운드클라우드를 통해 쥬스 더 키드라는 이름으로 발매되었다. 히긴스는 그의 첫 곡의 대부분을 휴대폰으로 녹음했고, 2학년 때 사운드 클라우드에 업로드했다. 그는 영화 "쥬스 (1992년 영화)"에서 래퍼 투팍 샤커의 역할에 대한 애정에서 영감을 받은 이름인 쥬스 더 키드에서 쥬스 워드로 이름을 바꾸었다. 애틀랜타 라디오 방송국 WHTA와의 인터뷰에서 히긴스는 자신의 예명의 후반부가 처음에는 아무 의미가 없었으나 "세계를 점령하는 것을 나타내는 것"이라고 생각하게 되었다고 밝혔다. "Too Much Cash"는 닉 미라가 프로듀싱한 히긴스의 첫 번째 트랙이다. 사운드 클라우드에서 프로젝트와 노래를 발표하면서 히긴스는 공장에서 일했지만, 그 일에 만족하지 못했고, 2주 만에 해고되었다. 인터넷 단체 "Internet Money"에 가입한 후, 히긴스는 2017년 6월 15일 데뷔 정규 EP "9 9 9"를 발매했고, 노래 "Lucid Dreams"가 발매되었다. 히긴스는 2017년 초에 Juice라는 이름으로 잠시 공연하기도 했다.
2017년 중반, 그는 와카 플럭타 플레임(Waka Flocka Flame)과  Southside(음반 프로듀서)와 동료 시카고 아티스트 G 헤르보(G Herbo), 릴 비비(Lil Bibby) 등의 주목을 받기 시작했다. 이후 그는 릴 비비의 공동 소유 음반사인 릴 비비, 그레이드 A 프로덕션과 계약을 맺었다.

### 2017–2018: "Goodbye & Good Riddance" 및 WRLD Domination 투어

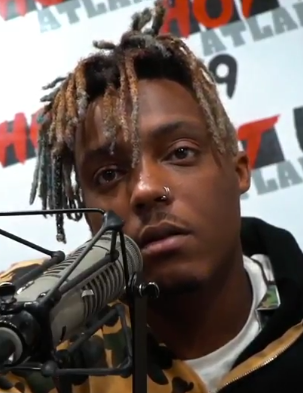
2018년 7월, 히긴스의 Hot 107.9와의 인터뷰 모습

2017년 12월, 히긴스는 3곡의 EP 'Nothings Different'를 발매했다. 이 프로젝트는 힙합 블로그 리리컬 레모네이드에 의해 다루어졌다. 2018년 2월에 발매된 《All Girls Are the Same》과 콜 베넷이 감독한 뮤직비디오를 통해 히긴스의 곡 〈All Girls Are the Same〉이 인기를 얻었다. Following the video's release, Interscope Records signed Higgins for $3 million 릴 야티(Lil Yachty)가 수록된 리믹스는 미리 공개되었지만 공식적으로 발표되지는 않았다. "All Girls Are the Same"은 "피치포크"로부터 최우수 신음악상 후보에 오르며 비평가들의 찬사를 받았다.이 곡은 4월에 싱글로 발매되었다. "All Girls Are the Same"과 "Lucid Dreams"는 각각 빌보드 핫 100에 92위와 74위로 데뷔한 히긴스의 첫 번째 빌보드 차트였다.
2018년 5월 4일, "Lucid Dreams"는 공식적으로 싱글로 발매되었고 콜 베넷이 감독한 뮤직 비디오와 함께 발매되었다. 그것은 핫 100에서 2위로 정점을 찍었다. 2018년 가장 많이 스트리밍된 노래 중 하나가 되었다. 이 곡은 2020년 1월까지 스포티파이에서 10억 개 이상의 스트리밍을 달성한 그의 가장 스트리밍된 곡으로 남아있다. "Lucid Dreams"는 5월 22일 "Lean Wit Me"에 이어, 핫 100에서 68위로 정점을 찍었다. 히긴스의 데뷔 정규 음반 "Goodbye & Good Riddance"는 그의 이전 3개의 싱글을 포함했다. 6월 19일, 그는 "Too Soon..."이라는 제목의 두 곡의 EP를 발매했으며, 고인이 된 래퍼 릴 핍과 XXX텐타시온을 추모하고 헌정하는 내용이 담겼다. 릴 핍은 2017년 약물 과다복용으로 사망했고 XXX텐타시온은 프로젝트가 공개되기 하루 전인 2018년 6월 18일 살해되었다.히긴스는 자신과 텐타시온이 친구이며 페이스타임 통화를 함께 할 것이라고 말해 그들의 마지막 대화가 만남에 관한 것임을 밝혔다. "Too Soon." EP의 커버는 히긴스와 XXX텐타시온의 대화를 스크린샷으로 표현했다.EP의 "Legends"는 핫 100에서 65위로 데뷔했다.히긴스의 사망 이후 1년 동안 29위로 정점을 찍었다.
"Lil Uzi Vert"가 피처링한 "Wasted"는 7월 10일 발매되었다. 이 음반은 핫 100에서 68위로 데뷔했고, 차트에 오른 지 2주 만에 67위로 정점을 찍었다. 7월 11일 히긴스는 자신의 다음 앨범을 작업하고 있다고 발표했다. 7월 20일, 히긴스는 YBN 코르대(YBN Cordae)와 릴 모지(Lil Mosey)와 함께 자신의 첫 투어인 WRLD 지배를 공고하였다. 7월 25일, 히긴스의 프로듀서 대니 울프는 일련의 인터넷 유출에 이어 사운드 클라우드에 "Motions"의 공식 버전을 공개했다.

### 2018–2019: "독극물에 중독된 Wrld"와 "사랑을 위한 죽음의 경주"

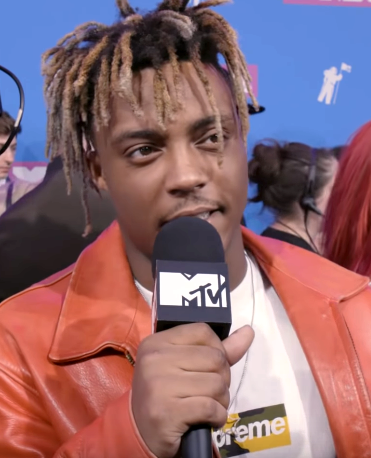
2018 MTV 비디오 뮤직 어워드에서의 히긴스의 모습

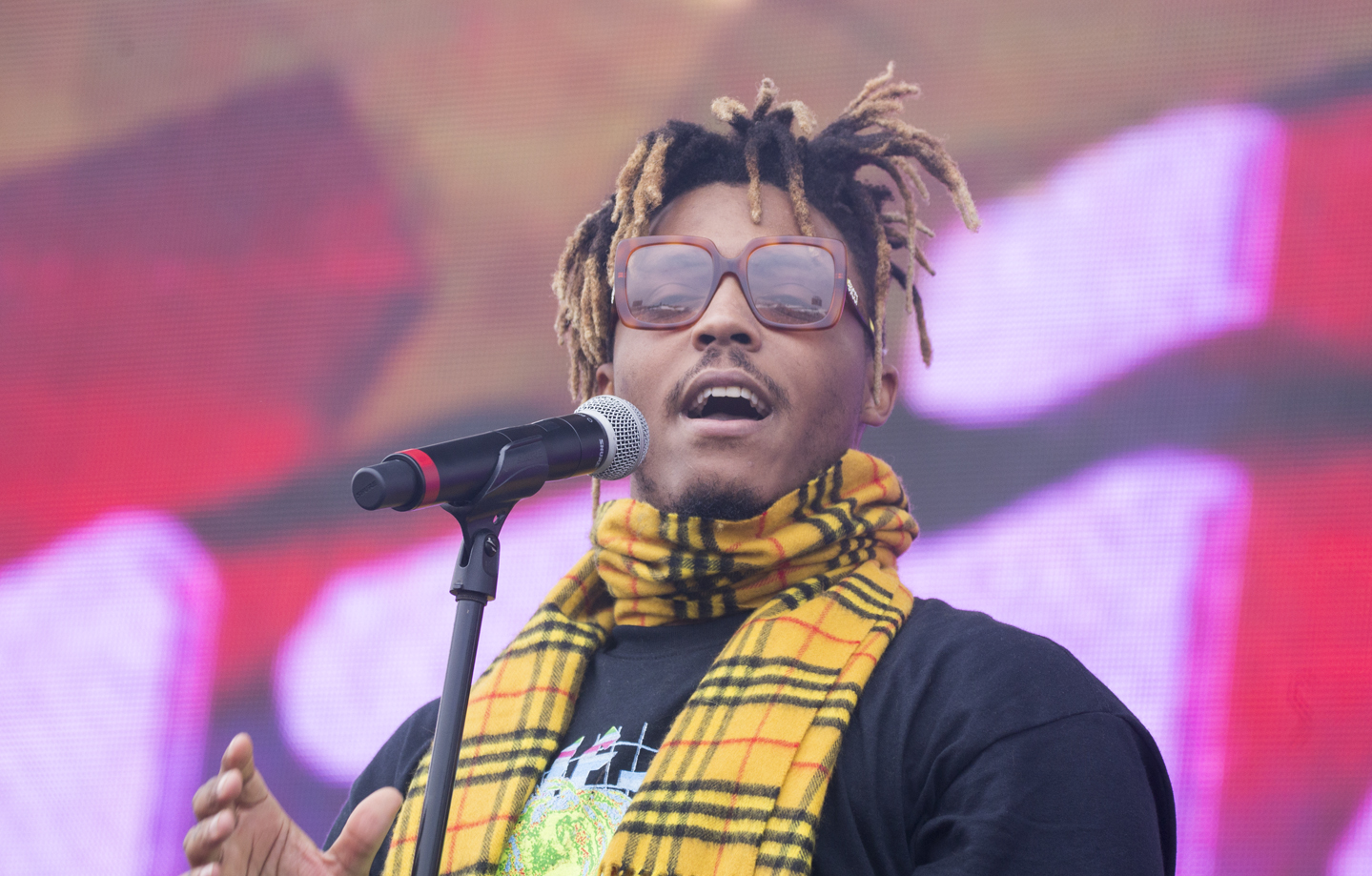
H2019년 히긴스의 공연 모습

"Travis Scott"의 세 번째 정규 음반 "Astroworld (앨범)"에 수록된 곡 "No Spandlers"에는 히긴스와 젝 웨스가 참여했다. 이 곡은 빌보드 핫 100에서 31위로 정점을 찍었다. 2018년 8월 8일, 히긴스는 지미 키멜 라이브!에서 "Lucid Dreams"라는 노래를 공연하며 심야 텔레비전 데뷔를 했다. 10월 15일, "무장하고 위험한 (노래)"라는 곡의 뮤직비디오가 공개되었다. 이어 "Future"와 "World on Drug"의 리드 싱글 "Fine China (Future and Juice Wrld song)"가 발매되었다. 에픽 레코드는 10월 19일에 믹스테이프를 발매했다.2018년 12월 14일 개봉한 영화 "스파이더맨: 인투 더 스파이더버스"의 "Hide"와 "스파이더맨: 인투 더 스파이더버스 (사운드트랙)"를 위해 미국 가수 세진과 함께 작업했다.
2018년 12월 XXL과의 인터뷰에서, 스키 마스크 더 슬럼프 신은 2019년에 히긴스와 "Evil Twins"라는 제목의 공동 믹스테이프를 발매할 것이라고 밝혔다. .두 사람은 또한 북미 전역에서 30개의 콘서트를 여는 2019년 투어를 발표했다.히긴스의 두 번째 정규 음반 《Death Race for Love》는 2019년 3월 8일에 발매되었으며,싱글 "Robbery (Juice Wrld song)"와 "Hear Me Calling"이 선행되었다. 이 음반은 빌보드 200 차트에서 1위를 차지했다. 이후 트리니다드계 미국인 래퍼 "니키 미나즈"와 함께 "니키 월드 투어"에 참여하였다.히긴스는 4월 9일 'Death Race for Love'의 곡 'Fast (Juice Wrld song)'의 뮤직비디오를 공개했다. 그 해 말, 그는 "All Night (BTS와 Juice Wrld의 노래,RM"과 BTS의 "Suga"가 합작한 앨범), 엘리 골딩(Ellie Goulding)과 합작한 "Hate Me(엘리 골딩과 주스 월드의 노래)"를 발매했다;Ellie Goulding과 합작한 "Hate Me"; "Run";Benny Blanco와 합작한 "Graduation;Young Boy Never Broke Again와 합작한 Bandit (노래)은 히긴스가 죽기 전에 마지막으로 발표한 곡이다. 이 곡은 핫 100에서 10위로 정점을 찍었다.

### 2020년 ~ 현재: 사후 발매
히긴스의 사후 첫 출연은 2020년 1월 17일 발매된 트랙 "Music to Be Murdered By"에 수록된 에미넴의 11번째 정규 음반 "Music to Be Murdered By"였다."고질라"는 핫 100에서 3위로 정점을 찍었다. 그리고 그것은 영국 싱글 차트에서 1위를 차지했다. 1월 22일, 그의 가족과 Grade A Productions의 팀원들에 의해 히긴스의 인스타그램 계정에 히긴스에 대한 팬들의 애정에 감사하며 그가 사망할 당시 작업하고 있던 음악을 발표하려는 의도를 확인하는 공지가 게시되었다.
히긴스는 지난 2월 28일 발매된 G 헤르보의 네 번째 정규 앨범 "PTSD (G Herbo album)"의 타이틀곡인 "PTSD (노래)"에 포함되었다.이 트랙에는 릴 우즈 버트와 챈스 더 래퍼도 포함되어 있다. 〈PTSD〉는 〈Wasted〉 이후 히긴스와 릴 우지 버트가 처음으로 곡을 공동 작업한 음반이다. 3월 13일, YNW Melly의 데뷔 앨범 "Melly vs"의 싱글 "Suicidal (노래)"의 리믹스. 히긴스의 보컬을 피처링한 "Melvin"이 발매되었다. 리믹스에는 히긴스가 녹음한 다른 구절과 아웃트로가 포함되어 있다. 이 곡은 핫 100에 다시 등장했고 리믹스 발매 이후 20위로 정점을 찍었다. "PTSD"는 "Wasted" 이후 히긴스와 릴 우지 버트가 처음으로 곡을 공동 작업한 음반이다. 3월 13일, YNW Melly의 데뷔 앨범 "Melly vs"의 싱글 "Suicidal (노래)"의 리믹스. 히긴스의 보컬을 피처링한 "Melvin"이 발매되었다. 리믹스에는 히긴스가 녹음한 다른 구절과 아웃트로가 포함되어 있다. 이 곡은 핫 100에 다시 등장했고 리믹스 발매 이후 20위로 정점을 찍었다. 4월 17일, 히긴스와 자메이카의 음반 프로듀서인 Rvsian, 푸에르토리코의 래퍼 아뉴엘 AA(Anuel AA)의 다국어 콜라보레이션 싱글 "No Me Ame"가 발매되었다. 히긴스를 천사로 묘사한 컴퓨터 그래픽이 이 곡의 뮤직비디오의 배경에 등장한다.
4월 24일 히긴스의 첫 번째 사후 싱글 "Weighted"가 발매되었고, 히긴스의 모습이 담긴 뮤직비디오가 그의 유튜브 채널에 업로드되었다.히긴스는 로스앤젤레스에 있는 자신의 홈 스튜디오에서 이 노래를 녹음했다. 5월 4일, 히긴스의 여자친구 앨리 로티는 곧 발매될 세 번째 앨범과 첫 번째 사후 앨범의 제목을 "The Outsiders"로 정하겠다고 발표했다. 5월 29일, 트리피 레드가 피처링한 노래 "Tell Me U Luv Me"가 콜 베넷이 감독한 뮤직비디오와 함께 공개되었다. 히긴스가 멘토링한 호주 래퍼 키드 라로이와의 콜라보레이션 곡 "Go (The Kid Laroi와 Juice Wrld의 노래)"가 6월 12일에 발매되었다.
7월 6일, 히긴스의 첫 번째 사후 앨범의 제목이 "Legends Never Die (Juice Wrld 앨범)"으로 변경되었다고 발표되었다. 이 음반의 발표와 발매 사이에 두 개의 싱글 콜라보레이션이 발매되었다. Marshmello가 피처링한 "Come & Go (쥬스 Wrld and Marshmello song)"가 있다. 이 음반은 7월 10일 발매되었으며, 히긴스의 사유지에서 "주스가 창작하는 과정에 있었던 음악을 가장 잘 대변한다"고 주장하는 21곡과 4개의 싱글로 구성되어 있다. 이 음반은 빌보드 200에서 1위로 데뷔했다. "Come & Go", "Wishing Well (Juice Wrld song)", "Conversations (노래)", "Hate the Other Side", "Hate the Other Side", "Hate the Other Side", "Hate the Other Side" 등 5곡이 7위에 올랐다. 히긴스는 비틀즈와 드레이크를 통틀어 이 업적을 이룬 예술가이다. "인생은 엉망"은 그 주에 74위에서 9위로 뛰어올랐다. 음반 발매 후 비평가들의 찬사를 받았던 "Wishing Well" 음반은 7월 28일 다섯 번째 싱글로 리듬감 있는 컨템포러리 라디오에 보내졌다.8월 6일, "Smile (Juice Wrld and the Weeknd song)"이 싱글로 발매되었다. "Smile"은 1년 전에 유튜브와 사운드클라우드에서 "Sad"라는 제목으로 유출된 적이 있지만, 위켄드 대신 공개 구절이 있다.
10월 23일, 릴 비비는 두 번째 사후 음반이 제작 중임을 확인했다. 12월 2일, 히긴스의 스물두 번째 생일이 될 수도 있었던 "Benny Blanco"는 "Real Shit"이라는 제목의 콜라보레이션 싱글을 발매했다. 6일 후인 12월 8일, 키드 라로이가 피처링한 "Reminds Me of You (Juice Wrld와 the Kid Laroi의 노래)" 가 발매되었다. 2020년, 히긴스는 스포티파이에서 59억 회 이상 스트리밍되었으며, 세계에서 4번째로 스트리밍이 많은 아티스트가 되었다.
2021년 1월 15일, 히긴스의 사유지는 "Bad Boy (Juice Wrld와 Young Thug의 노래)"를 발표했는데, 이 곡은 히긴스가 죽기 전 콜 베넷 감독의 뮤직비디오와 함께 촬영되었다. 3월 5일, "Life's a Mess II"는 "Life's a Mess"의 대체 버전인 "Life's a Mess II"가 발매되었다.5월 28일, 히긴스의 데뷔 정규 앨범 'Goodbye & Good Riddance'가 3주년을 기념하여 재발매되었다. 2018년 12월 스포티파이와 Tidal의 앨범 재발매에 수록된 2018년 싱글 "Armed and Dangerous"는 수정된 트랙 리스트에서 제외된다.
"Goodbye & Good Riddance"의 재출시에 이어, "The Party Never Ends"라는 제목의 또 다른 사후 프로젝트가 히긴스의 경영진에 의해 놀림을 받았다. 6월 11일, 히긴스가 피쳐링한 두 개의 트랙이 발매되었다: 미고스의 앨범 "Culture III"의 "Antisocial"과 마룬 5의 "Jordi (앨범)"의 Can't Leave You Album.8월 20일, 트리피 레드의 음반 "Trip at Knight"에 수록된 히긴스의 곡 "Matt Hardy 999"가 발매되었다. 히긴스는 또한 10월 15일에 발매된 영 터그의 앨범 "Punk (Young Thug 앨범)"에 출연했다. 11월 11일, 히긴스의 사유지는 다큐멘터리 영화 《Juice Wrld: Into the Abys》의 두 번째 사후 앨범 《Fighting Demons》가 12월 10일에 발매될 것이라고 발표했다. 이 음반에는 세 개의 싱글이 함께 수록되었다: "Already Dead (노래)", 저스틴 비버가 피처링한 "Waraded to LA", "Girl of My Dreams (Juice Wrld and Suga) song)" (BTS의 Suga가 피처링한 "Girl of My Dreams (Juice Wrld와 Suga의 노래)". 첫 번째 트랙은 11월 12일, 두 번째 트랙은 12월 3일, 세 번째 트랙은 12월 10일에 발매되었다. 디지털 싱글로 발매된 후자의 트랙 "Girl of My Dreams"는 "Fighting Demons"(2021)의 첫 번째 프로모션 싱글로 사용되었다. 그리고 "빌보드 (잡지)" 디지털 곡 판매 차트에서 히긴스의 첫 1위를 차지했다. "영화는 12월 16일 개봉되었으며, 히긴스의 친구, 가족, 동료들과의 인터뷰 외에도 기록 영상을 사용하여 정신 건강과 약물 남용에 대한 히긴스의 투쟁을 조명한다.

## 예술성과 유산

### 음악 스타일
히긴스는 자신의 음악적 영향이 이모, 힙합 음악, 록, 펑크, R&B의 요소에서부터 장르 전반에 걸쳐 있었으며, 그의 가장 큰 영향은 래퍼 트래비스 스캇, 영국의 록 가수 빌리 아이돌이라고 말했다. Chief Keef, Kanye West 《빌보드》의 작가 마이클 사포나라는 "웨스트와 그의 희박한 "Roland TR-808"이 나무였다면, 2018년 시카고 토박이 쥬스 WRLD가 보여준 꽃피는 예술과 함께 또 다른 가지를 성장시켰을 것"이라고 주장했다. 히긴스는 웨스트의 영향력 있는 4집 앨범 "808s & Heartbreak"(2008)에서 영감을 받은 "에모랩" 장면에서 태어난 공개적으로 취약한 아티스트들의 반열에 올랐다. 올데프 뮤직과의 인터뷰에서 히긴스는 "나는 슬플 것이 있는 것처럼 "Street Lights (Kanye West song)"를 부르고 있었다. 카니예 웨스트는 시간 여행자이다. 그 깜둥이는 2015년경에 망할 놈에게 가서 소스를 좀 가지고 돌아왔어."라고 말했다. 그의 다른 영향으로는 우탕 클랜, 콰이어트 드라이브, 폴 아웃 보이, 블랙 사바스, 스타트 라인, Cranberries, the City Drive, 투팍, 에미넴, 키드 쿠디(Kid Cudi), 이스케이프 더 페이트(Escape the Fate) 등이 있다.히긴스는 또한 디스코(Panic! at the Disco)와 킬스위치 인게이지(Killswitch Engage)와 같은 밴드를 들었다고 말했다.
히긴스의 음악은 "이모"와 "락", "장르 복종"으로 인식되었다. "모든 상처받은 마음, 모든 상처받은 감정"에 초점을 맞춘 음악으로 인식되었다. 좀 더 구체적으로 말하자면, 그는 힙합 음악이라는 꼬리표를 달았고, emo rap, 트랩 뮤직, and SoundCloud rap artist. 짧은 훅 헤비 곡들을 좋아하는 히긴스는 현재 힙합 시대를 선도하는 인물로 보였다. 2018년, 스트리밍 플랫폼 스포티파이(Spotify)는 "이모 랩"을 가장 빠르게 성장하는 장르로 선정했다. 히긴스는 거의 틀림없이 하위 장르에서 가장 주류적인 성공을 거두었다. 이것은 프런트맨인  Brendon Urie와의 협업이 계기가 되었다. 히긴스 자신은 이 이모티콘이 부정적이면서도 긍정적이라고 여겼는데, 그는 세상이 정말로 빛이나 행복한 곳이 아니라는 그의 믿음을 반영하기 위해 때때로 음악이 약간 어두워야 한다고 느꼈기 때문이다.
히긴스는 "Lucid Dreams"가 그가 작곡한 "Goodbye & Good Riddance"의 유일한 트랙이며, 나머지는 즉흥적으로 완성되었다고 말했다. 히긴스는 자신의 라임을 적는 대신 즉흥적인 라임으로 몇 분 안에 전곡을 작곡했다. 대부분의 경우, 그의 작사 과정은 가사를 적는 대신 프리스타일 가사를 포함했다. 히긴스는 때때로 자신이 노래에 대한 아이디어를 혼자 가지고 스튜디오에 도착한 후 몇 시간 후에 그것을 기억할 수 없을까 두려워했지만, 그가 곡을 쓸 때는 대개 비트를 듣고 즉시 아이디어를 구상하는 것으로 시작했다. 이러한 이유로, 그는 때때로 음성 메모를 하거나 단순히 전곡을 썼다.
히긴스는 영혼이 깃든 발라드와 송가를 작곡할 수 있었지만 클래식 힙합 비트에 편안한 프리스타일로 남아 있는 극소수의 현대 사운드클라우드 아티스트들 중 한 명으로서 그 가치를 보았다.그의 자유로운 스타일은 그것을 회피하기보다는 말장난을 강조하며 예술 형식의 전통에 감사함을 느낀다.왜 프리스타일이 힙합 문화에서 더 이상 통과의례로 여겨지지 않는지에 대한 의견을 묻자, 그는 이렇게 대답했다. 우리는 음악의 새로운 시대로 접어들고 있다. 어디서부터 일이 시작됐는지 잊어버리는 것이 꼭 좋은 것은 아니지만, 상황이 변하고 있다"고 말했다. 비록 그의 노래들이 항상 기술적인 서정성, 플로우, 또는 혀를 이용한 꼬부라진 말장난을 특징으로 하지는 않지만, 히긴스는 그의 프리 스타일 동안 창의적인 흐름과 기억할 만한 바를 전달했다.

### 서정적인 주제
그의 가장 성공적인 싱글곡들은 그의 작사 실력을 보여주는 멜로디적이고 이모티콘에서 영감을 받은 작곡들을 표현한다.그의 노래들은 그들의 우울한 주제를 보완하기 위해 멜로디적인 흐름을 가지고 있다. 히긴스는 자신이 다른 사람들이 생각하고 있지만, 취약하고 상처받는 것과 같이 말하기 두려워하는 것들에 대해 이야기했다고 주장했다. 이모티콘을 통해 팔로워를 쌓은 히긴스는 가슴 아프고 단편적인 감정을 건드리는 가사를 제공했다. 완전히 획기적인 것은 아니지만, 그의 음악적 접근은 가슴 아픈 현 세대의 청소년들이 끌어당길 수 있는 친근감을 제공했다. 히긴스는 자신이 단지 개인적인 경험으로부터 글을 썼을 뿐이며, 자신의 고통과 연약함에서 힘을 발견했다고 주장했다. 그의 노래들의 서정적인 내용은 종종 가슴앓이와 쓰라림을 중심으로 하지만, 때때로 더 많은 자랑할 만한 대사와 창조적인 언급이 있다.

## 개인사
히긴스는 어린 나이에 시작된 약물 남용의 역사를 가지고 있었고, 그는 자신의 경험에 대해 공개적으로 말했다.그의 어머니는 그가 마약 중독과의 싸움에 더해 일반화된 불안 장애와 우울증(분위기)도 다루고 있다고 주장했다. 히긴스는 죽기 몇 주 전, 약물 재활에 참여하기로 동의했었다.
그는 그가 죽기 전, 그의 여자친구인 앨리 로티(Ally Lotti)와 함께 로스엔젤레스에서 살고 있었다.두 사람은 2018년 11월 인스타그램을 통해 열애 사실을 공개했다.

## 죽음

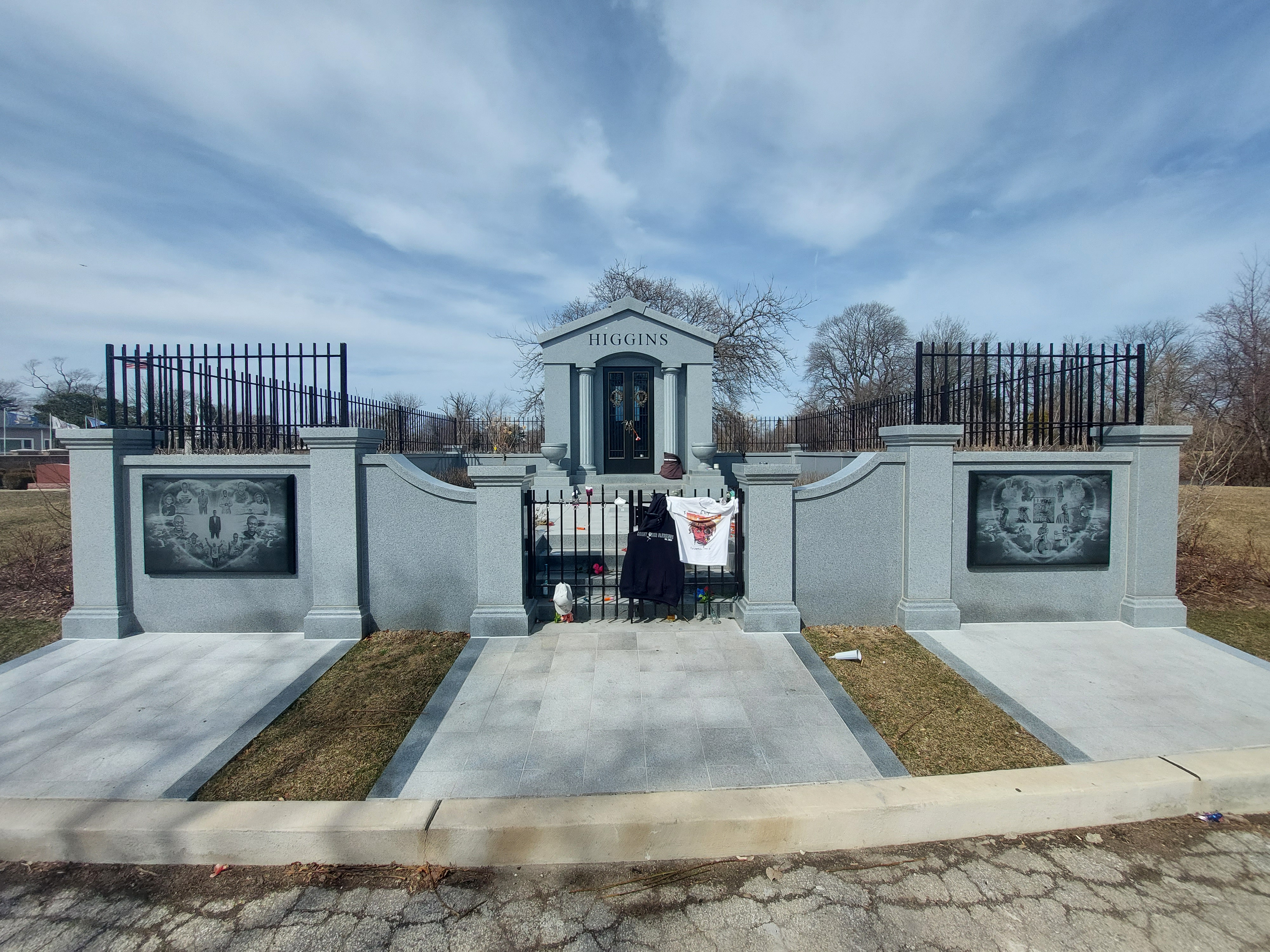
일리노이주 블루아일랜드에 있는 히긴스의 무덤, 2022년 3월 촬영

2019년 12월 8일, 히긴스는 로스앤젤레스의 밴 누이스 공항(Gulfstream Aerospace)에서 시카고의 미드웨이 국제공항(Midway International Airport)으로 가는 전용 제트기에 탑승했다. 법 집행관들은 비행이 진행되는 동안 연방 요원들로부터 비행기에 총기와 마약이 있을 것으로 의심된다는 통보를 받고 제트기가 도착하기를 기다리고 있었다.사법당국은 항공기에서 카나비스를 발견했으며, 항공기에 탑승한 히긴스의 관리팀원 몇 명이 히긴스가 "알 수 없는 약을 여러 알 복용했다"고 말했다고 밝혔으며,경찰이 비행기에 탑승해 짐을 수색하는 동안 그것들을 숨기기 위해 여러 알의 약을 삼킨 혐의도 있다.
이후 히긴스는 경련과 발작을 일으키기 시작했고, 그 후 오피오이드 과다복용으로 2회 응급 약품이 투여되었다.히긴스는 일리노이주 오크 론에 있는 애드보테크리스트 메디컬 센터로 이송되어 사망선고를 받았다. 2020년 1월 22일 쿡 카운티 검시관은 히긴스가 자신의 체내에 존재하는 옥시코돈과 코데인의 독성 수준의 결과로 사망했다고 밝혔다. 히긴스의 장례식은 2019년 12월 13일 일리노이주 하비에 있는 그리스도 안에 있는 성전 대성당에서 거행되었다. 스키 마스크 더 슬럼프 갓, Young Thug등 친구들과 가족들이 참석했다.

### 그 후 반응
동료 래퍼 부시 바다즈는 비행기의 조종사가 궁극적으로 히긴스의 죽음에 책임이 있다고 제안하면서 그를 정보원이라고 언급했다. 히긴스(주스 월드)는 2019년 11월 오스트레일리아로 출발하기 전 발생한 사건에 이어 연방 당국의 의심을 받아왔다. Badazz는 조종사에게 폭력을 휘두르겠다고 협박하는 인터뷰를 한 뒤, 나중에 진정하고 젊은 예술가들이 갑자기 돈에 현혹당하는 위험에 대해 반성했다.
히긴스가 히트곡 《Nuketown》에서 함께 작업한 미국의 래퍼 스키 마스크 더 슬럼프 신은 트위터를 통해 "그들은 내 형제들을 계속 빼앗아간다"며 2018년 6월, 살인사건이 발생한 절친이자 오랜 협력자 텐타시온을 언급하기도 했다.히긴스의 노래 "All Girls Are the Same"을 리믹스한 릴 야티(Lil Yachty)는 릴 우지 버트, .드레이크, 더 위켄드, 그리고 다른 래퍼들과 함께 그의 죽음을 애도했다.
히긴스의 어머니는 아들의 유산이 중독과의 싸움에서 다른 사람들에게 도움이 되기를 희망했다."중독은 경계를 모르고, 중독의 영향은 그것과 싸우는 사람을 넘는다. 우리는 Jarad의 사랑, 기쁨, 그리고 감정적인 정직함이라는 유산이 지속될 것이라는 것을 알고 있다."고 말했다.그녀는 후에 히긴스와 그가 중독, 불안, 우울증에 맞서 싸운 싸움을 기리기 위해 라이브 프리 999 기금을 설립했다. 그 펀드의 주요 목표는 젊고 부족한 사람들을 대상으로 하는 프로그램을 지원하는 것이다. 중독, 불안, 우울증에 초점을 맞춘 이 단체는 히긴스가 직면했던 정신 건강 문제에 대한 대화를 정상화하고 사람들이 이러한 문제들을 건강하게 처리할 수 있는 길을 제공하기를 희망한다. 히긴스의 제작팀과 음반사는 조직을 지원하는 데 전념했다.
2018년 중반 20세의 나이에 텐타시온에게 헌정된 그의 노래 "Legends (Juice Wrld song)"와, 2017년 말 21세의 나이에 약물 과다복용으로 사망한 릴 핍의 노래에서 히긴스는 "What the 27 Club? / We ain't making it past 21(27 클럽은 뭐야? 우린 21살을 넘기지 않은 꽃 다운 나이인데)"이라는 노래에서 랩을 한다. 팬들과 언론 매체들은 그가 21세 생일을 맞은 지 며칠 만에 사망했기 때문에 그의 죽음을 예견했다고 평했다.

## 디스코그래피
스튜디오 앨범
- Goodbye & Good Riddance (2018)
- Death Race for Love (2019)
- Legends Never Die (2020)
- Fighting Demons (2021)

## 필모그래피
| 연도 | 제목                       | 역할                       | 기타    |
| ---- | -------------------------- | -------------------------- | ------- |
| 2021 | Juice Wrld: Into the Abyss | Himself (archival footage) | [ 150 ] |
| 2022 | Look At Me                 | Himself                    |         |

## 콘서트 여행
- Nicki Minaj와 함께한 The Nicki Wrld Tour(2019)[54]
- 스키 마스크 더 슬럼프 갓과 함께하는 Death Race for Love 투어 및 Lyrical Lemonade의 기여(2019)[151]

## 수상 및 후보

### 아메리카 뮤직 어워드
| 연도 | 후보              | 수상 부문                      | 결과 | 기타    |
| ---- | ----------------- | ------------------------------ | ---- | ------- |
| 2020 | Himself           | Favorite Male Artist – Hip-Hop | 수상 | [ 152 ] |
| 2021 | Legends Never Die | Favorite Album – Hip-Hop       | 후보 | [ 153 ] |

### BET 어워드
| 연도 | 후보    | 수상 부문       | 결과 | 기타    |
| ---- | ------- | --------------- | ---- | ------- |
| 2019 | Himself | Best New Artist | 후보 | [ 154 ] |

### BET 힙합 어워드
| 연도 | 후보    | 수상 부문               | 결과 | 기타    |
| ---- | ------- | ----------------------- | ---- | ------- |
| 2018 | Himself | Best New Hip Hop Artist | 후보 | [ 155 ] |

### 빌보드 뮤직 어워드
| 연도 | 후보                | 수상 부문                  | 결과 | 기타    |
| ---- | ------------------- | -------------------------- | ---- | ------- |
| 2019 | Himself             | Top New Artist             | 수상 | [ 156 ] |
| 2019 | Himself             | Top Rap Artist             | 후보 | [ 156 ] |
| 2019 | "Lucid Dreams"      | Top Hot 100 Song           | 후보 | [ 156 ] |
| 2019 | "Lucid Dreams"      | Top Streaming Song (Audio) | 후보 | [ 156 ] |
| 2019 | "Lucid Dreams"      | Top Streaming Song (Video) | 후보 | [ 156 ] |
| 2019 | "Lucid Dreams"      | Top Rap Song               | 후보 | [ 156 ] |
| 2020 | Death Race for Love | Top Rap Album              | 후보 | [ 157 ] |
| 2020 | Himself             | Top Rap Artist             | 후보 | [ 157 ] |
| 2021 | Himself             | Top Artist                 | 후보 | [ 158 ] |
| 2021 | Himself             | Top Male Artist            | 후보 | [ 158 ] |
| 2021 | Himself             | Top Billboard 200 Artist   | 후보 | [ 158 ] |
| 2021 | Himself             | Top Rap Artist             | 후보 | [ 158 ] |
| 2021 | Himself             | Top Rap Male Artist        | 후보 | [ 158 ] |
| 2021 | Legends Never Die   | Top Billboard 200 Album    | 후보 | [ 158 ] |
| 2021 | Legends Never Die   | Top Rap Album              | 후보 | [ 158 ] |

### iHeartRadio 뮤직 어워드
| 연도 | 후보                | 수상 부문          | 결과 | 기타    |
| ---- | ------------------- | ------------------ | ---- | ------- |
| 2020 | Death Race for Love | Best Hip-Hop Album | 수상 | [ 159 ] |

### MTV 비디오 뮤직 어워드
| 연도 | 후보                       | 수상 부문         | 결과 | 기타    |
| ---- | -------------------------- | ----------------- | ---- | ------- |
| 2018 | "Lucid Dreams"             | Song of Summer    | 후보 | [ 160 ] |
| 2020 | "Godzilla" (Eminem과 함께) | Video of the Year | 후보 | [ 161 ] |
| 2020 | "Godzilla" (Eminem과 함께) | Best Hip Hop      | 후보 | [ 161 ] |